# (787) Москва
(787) Москва́ (лат. Moskva) — астероид из группы главного пояса, который входит в состав семейства Мария. Он был открыт 20 апреля 1914 года советским (в то время российским) астрономом Григорием Неуйминым в Симеизской обсерватории и назван в честь города Москвы.

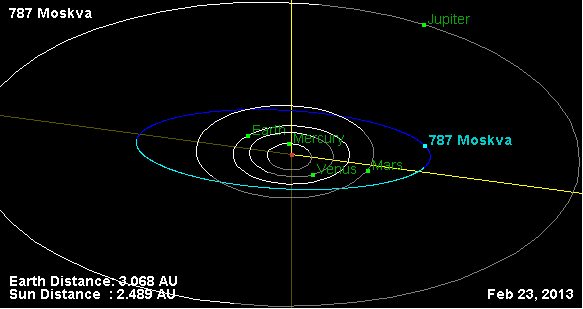
Орбита астероида Москва и его положение в Солнечной системе

В 1934 году английский астроном Сирил Джексон обнаружил астероид, получивший временное обозначенный 1934 FD, которому впоследствии был присвоен порядковый номер 1317. Однако в 1938 году Григорий Неуймин в ходе проверки орбитальных параметров данного тела установил, что они соответствуют астероиду (787) Москва, открытому 20 годами ранее. Поэтому освободившийся номер 1317 присвоили уже другому астероиду с временным обозначением 1935 RC, получившему позднее имя Зильфретта.
Фотометрические наблюдения, проведённые в 1999 году в Palmer Divide Observatory, Колорадо-Спрингс, позволили получить кривые блеска этого тела, из которых следовало, что период вращения астероида вокруг своей оси равняется 6,056 ± 0,001 часам, с изменением блеска по мере вращения  0,62 ± 0,01 m.